# Achiar
El achiar es una conserva de las Indias Orientales hecha con los brotes verdes del bambú y vinagre. No debe confundirse con achar, nombre que se da en hindi, urdu y bengalí para referirse a cualquier encurtido indio hecha de frutas y verduras.
Alexandre Dumas, en su Grand Dictionnaire de Cuisine (1871), la describe como «muy amarga y picante; ideal para personas de carácter flemático y para las personas mayores».